# لازار سفيرا
لازار سفيرا (بالرومانية: Lazăr Sfera)‏ (29 أبريل 1909 - 24 أغسطس 1992) لاعب كرة قدم روماني راحل كان يجيد اللعب في خط الدفاع.
لعب طوال مسيرته الرياضية في أندية بوليتيهنيكا تيميشوارا (1923-1929) باناتول تيميشوارا (1929) رومانيا كلوج (1929-1931) يونيفيرسيتاتيا كلوج (1931-1934) فينوس بوخارست (1934-1941).
مثل منتخب رومانيا في 14 مباراة (1931-1941). شارك مع منتخب رومانيا في بطولة كأس العالم 1934 في إيطاليا حيث خرج من الدور الثمن النهائي وفي بطولة كأس العالم 1938 في فرنسا حيث خرج من الدور الثمن النهائي بعد مباراة الإعادة.

## مسيرته الكروية
لعب لازار سفيرا خلال مسيرته الاحترافية مع ناديين في تسعة مواسم وسجل خلالها 5 أهداف ضمن 159 مباراة. ولم يفز بأي موسم بالكأس وفاز في ثلاثة مواسم بالدوري.
خاض لازار سفيرا مسيرته مع نادي جامعة كلوج في موسم 1932–33 ولمدة موسمين، مشاركًا في 27 مباراة سجل خلالها هدفين. ثم انتقل إلى نادي فينوس بوخارست في موسم 1934–35 ليلعب معه سبعة مواسم، حيث شارك في 132 مباراة سجل خلالها 3 أهداف.

## وصلات خارجية
- لازار سفيرا على موقع الاتحاد الدولي (مؤرشف)  (الإنجليزية)
- لازار سفيرا على موقع قاعدة بيانات كرة القدم.إي يو (الإنجليزية)
- لازار سفيرا على موقع ناشيونال فوتبول تيمز (الإنجليزية)
- لازار سفيرا على موقع Soccerway.com (الإنجليزية)
- لازار سفيرا على موقع عالم كرة القدم.نت (الإنجليزية)

- سيرة ذاتية